# ماریا تریسا تورو فلور
 ماریا تریسا تورو فلور (اسپانیایی: María Teresa Torró Flor‎؛ زادهٔ ۲ مهٔ ۱۹۹۲) یک تنیس‌باز اهل اسپانیا است. 